# Од пет до седам
Од пет до седам је телевизијски филм снимљен 1976. године.

## Кратак садржај
Брачни пар из Београда долази на летовање као и сваке друге године. Међутим, ово летовање за Бору ће бити другачије.Један случајни сусрет на плажи промениће његово размишљање о животу. Заљубљује се у лепу библиотекарку...

## Улоге
| Глумац           | Улога           |
| ---------------- | --------------- |
| Бранко Плеша     | Бора Мартиновић |
| Душица Жегарац   | Марица Стошић   |
| Станислава Пешић |                 |
| Ђорђе Јелисић    |                 |
| Милка Лукић      | Лела            |
| Рамиз Секић      |                 |